# Lac du Crescent
Le lac du Crescent est un lac artificiel situé au confluent du Chalaux et de la Cure. Il est à cheval sur les départements de la Nièvre et de l'Yonne, dans le parc naturel régional du Morvan.

## Le lac-réservoir

### Géographie
À la limite des départements de la Nièvre et de l'Yonne, le lac se situe sur les territoires des communes de Chastellux-sur-Cure, Marigny-l'Église et Saint-Germain-des-Champs.
En forme d'un " r ", il s'étend sur une surface de 165 ha et sa retenue d'une capacité maximale de 14,25 millions de mètres cubes est utilisée par une usine hydro-électrique et permet également d'alimenter l'Avallonnais en eau potable.
Le sentier de grande randonnée 13 traverse la pointe sud du lac par le pont de Queuzon.

### Le barrage
Le barrage, construit de 1929 à 1932, est haut de 37 m et long de 330 m. Tout comme ses voisins les lacs de Pannecière et de Chaumeçon, il permet de réguler les eaux de l'Yonne et de la Seine pour éviter les crues dans la capitale.

Vues du barrage du Crescent
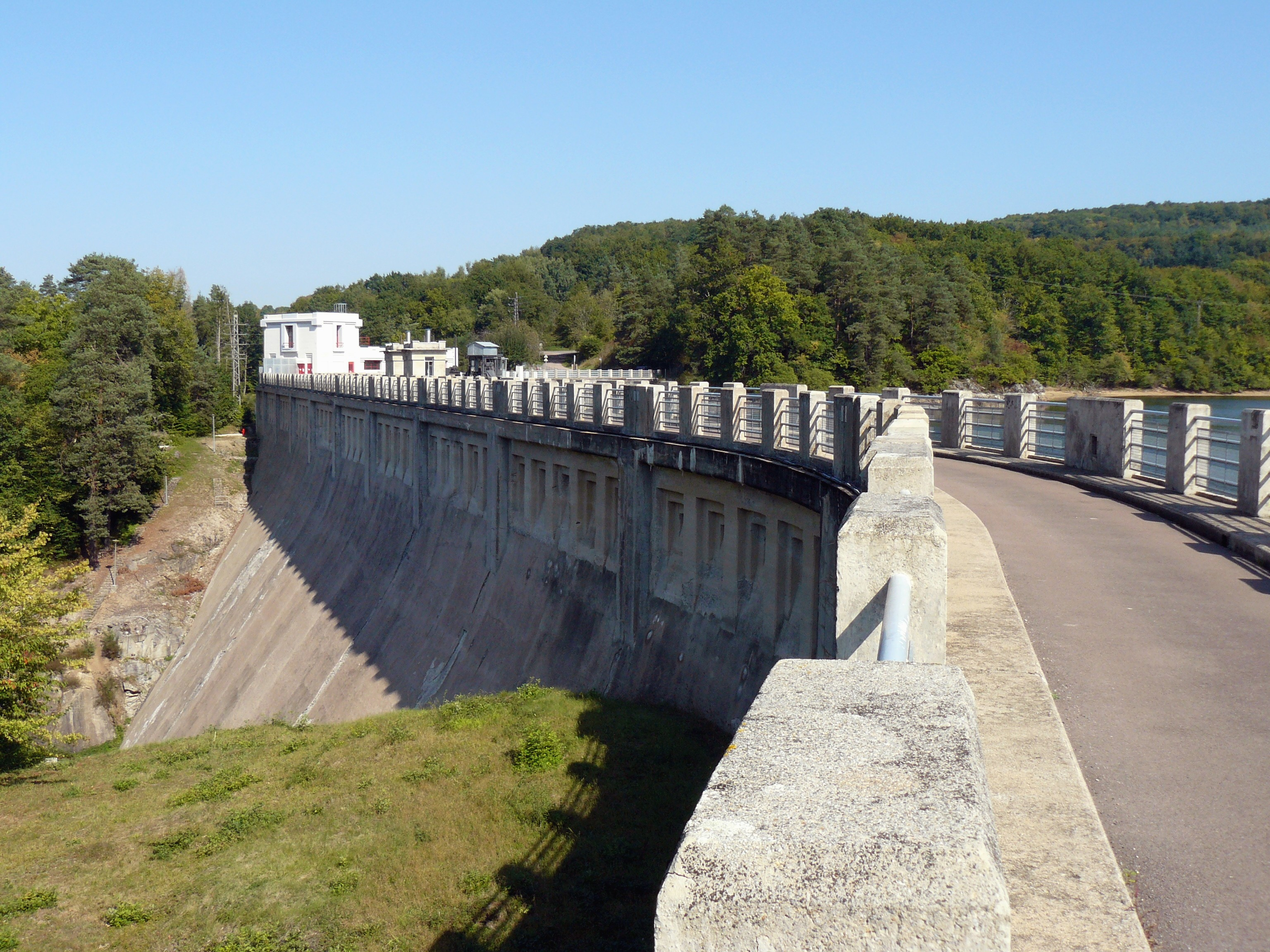
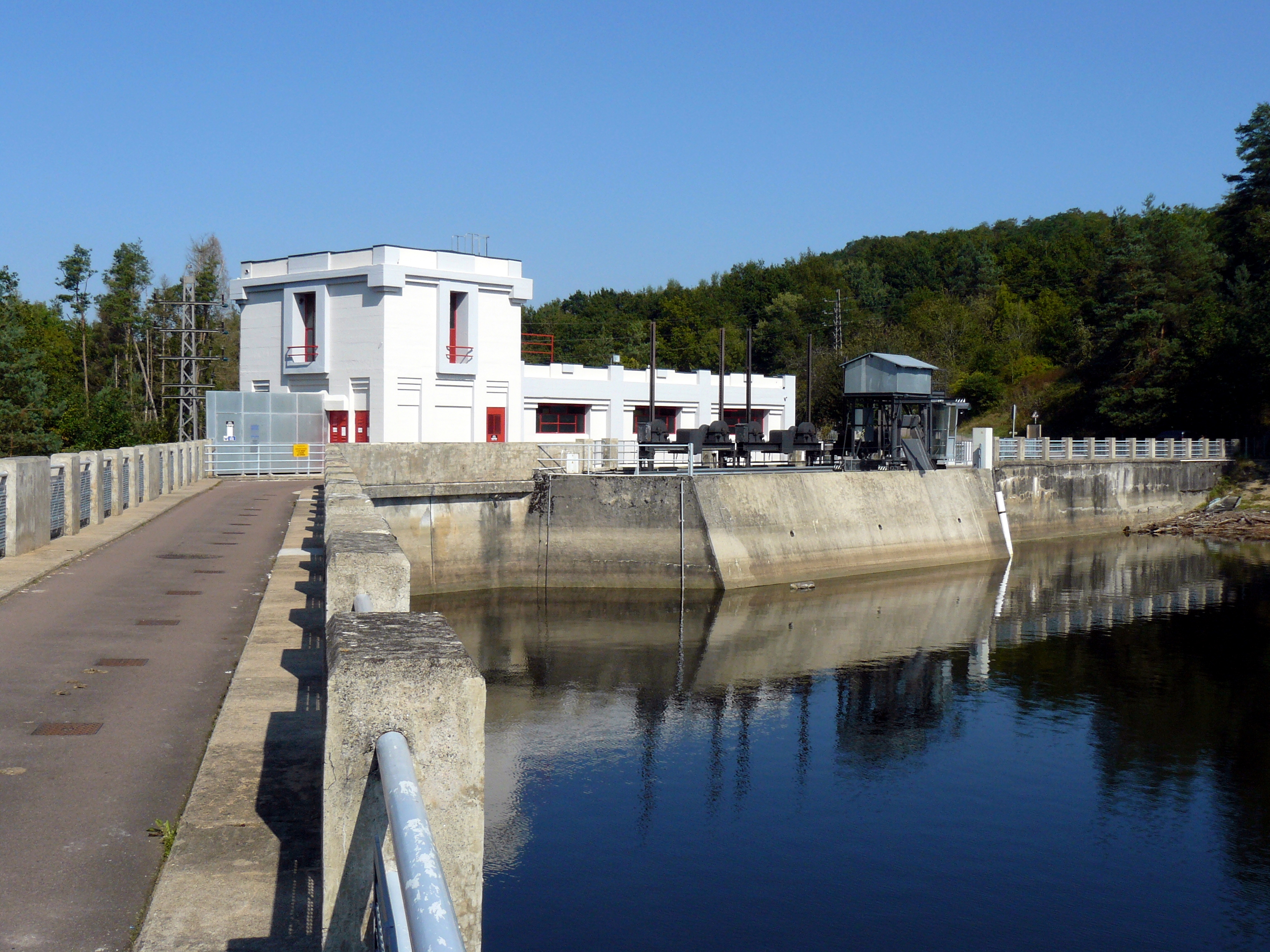
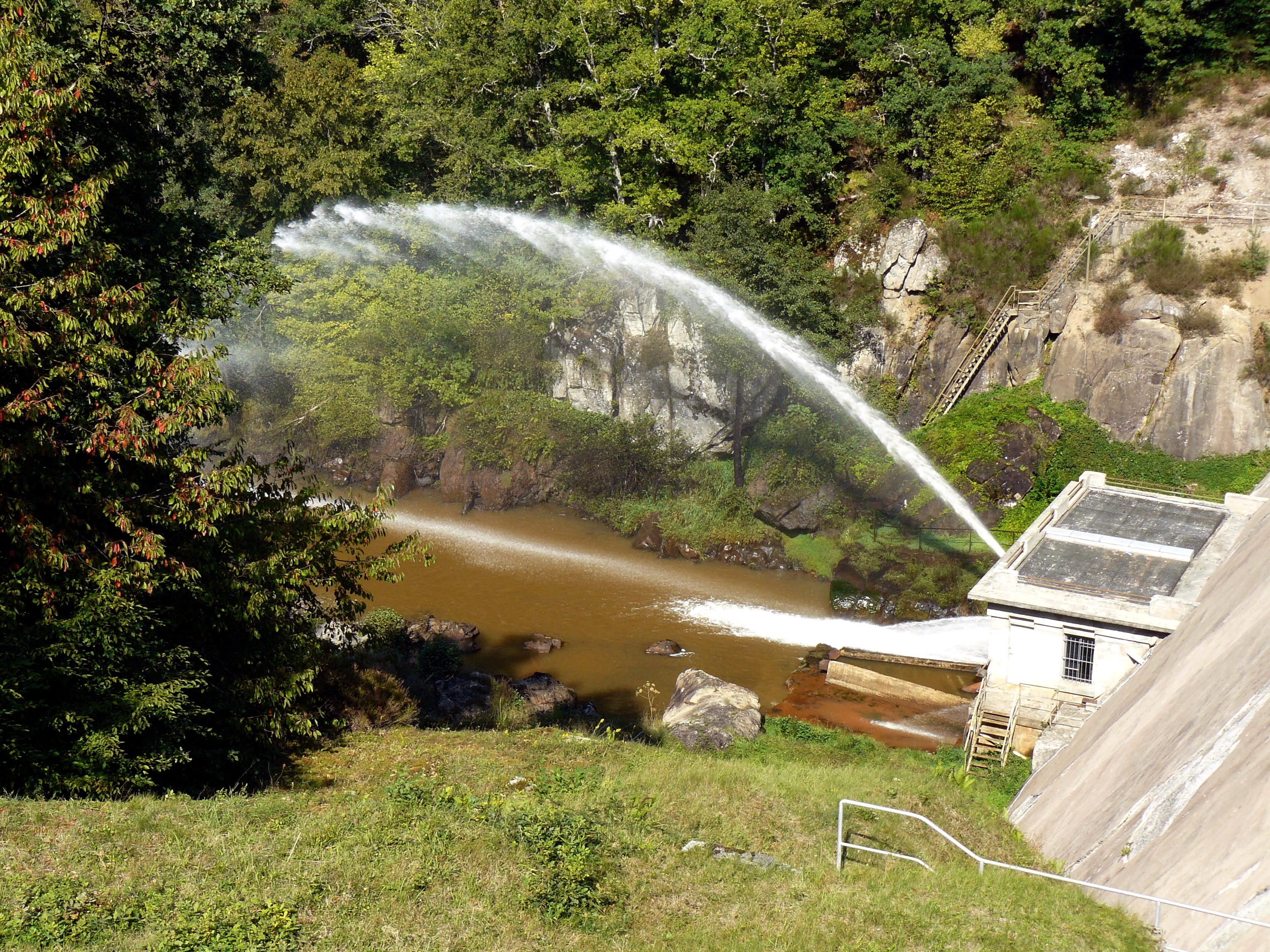

### Évolution du volume du réservoir

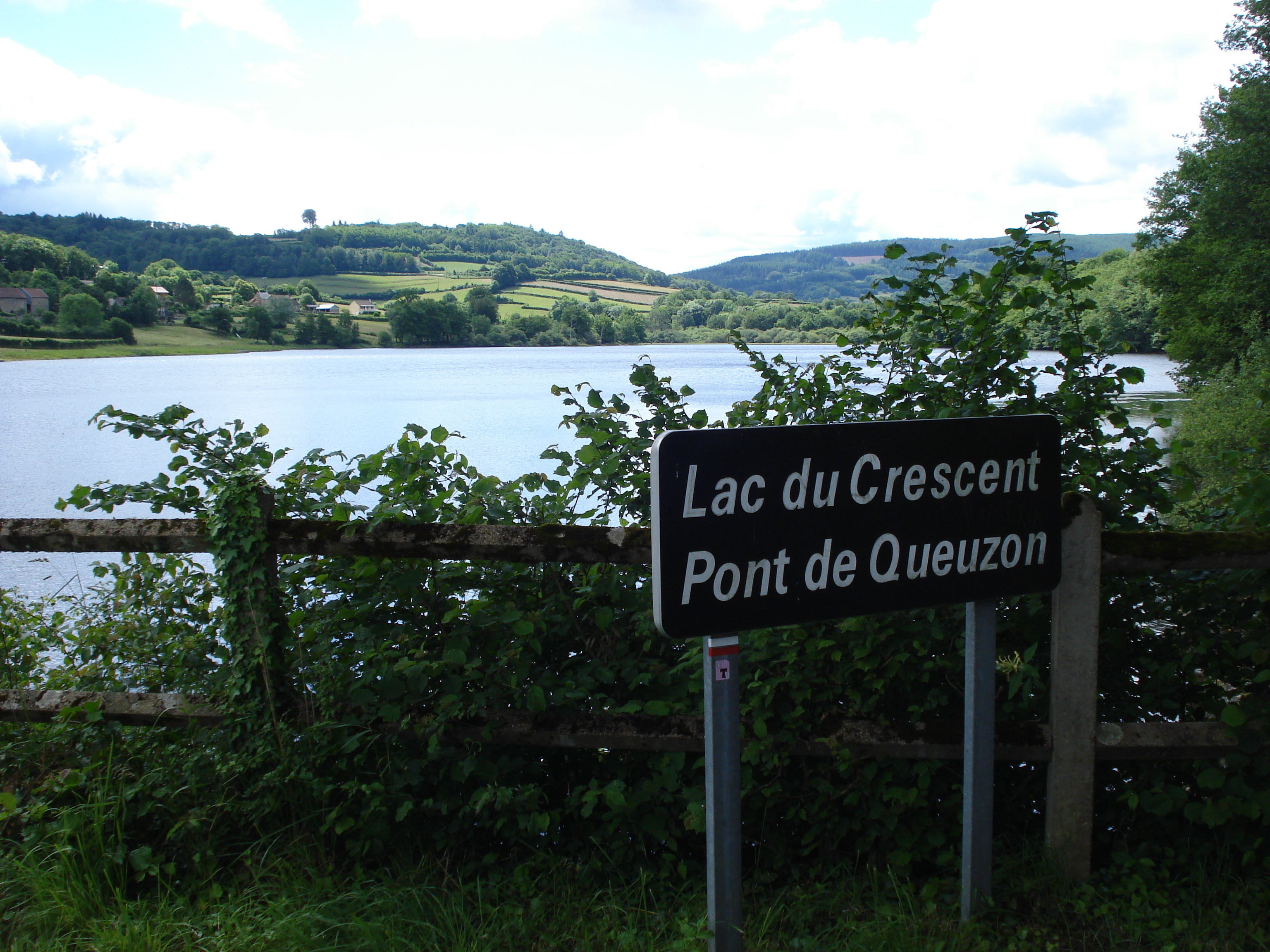
Lac du Crescent au Pont de Queuzon (Marigny-l'Église)

| année / mois                                         | jan.        | fév.        | mar.        | avr.        | mai.        | jui.        | jui.        | aoû.        | sep.        | oct.        | nov.        | déc.        |
| ---------------------------------------------------- | ----------- | ----------- | ----------- | ----------- | ----------- | ----------- | ----------- | ----------- | ----------- | ----------- | ----------- | ----------- |
| 2006 (en millions de m³) (% de la capacité maximale) | 10,30 (72%) | 11,90 (84%) | 13,40 (94%) | 10,70 (75%) | 12,10 (85%) | 13,90 (98%) | 13,13 (92%) | 12,80 (90%) | 11,80 (83%) | 11,20 (79%) | 11,00 (77%) | 11,80 (83%) |
| 2007 (en millions de m³) (% de la capacité maximale) | 10,60 (74%) | 12,10 (85%) | 10,60 (74%) | 10,70 (75%) | 13,20 (93%) | 13,80 (97%) | 13,37 (94%) | 12,60 (88%) | 12,40 (87%) | 9,33 (65%)  | 10,50 (74%) | 10,90 (76%) |
| 2008 (en millions de m³) (% de la capacité maximale) | 10,90 (76%) | 11,00 (77%) | 13,60 (95%) | 13,00 (91%) | 2,10 (15%)  | 12,70 (89%) | 12,90 (91%) | 12,60 (88%) | 8,15 (57%)  | 8,97 (63%)  | 12,20 (86%) |             |

## Histoire
Il a été construit entre 1930 et 1933 et a été financé au titre des dommages de guerre dus par l'Allemagne à la France après la Première Guerre mondiale.
Il a notamment été vidangé en avril 2021 pour des travaux de maintenance.

## Activités

### Baignade
Non surveillée, elle est possible mais seulement au-delà des 500 mètres aux abords des vannes.

### Pêche
Le lac est réputé par la présence de grands carnassiers (brochet...). Il est géré par AAPPMA d’Avallon.

## Cinéma
À l'ex "hôtel du lac" situé sur Chastellux au hameau de l'Huis Raquin surplombant le barrage et se trouvant à proximité du restaurant "le Chastellux", on vit Mylène Demongeot dans le téléfilm « Le fantôme du lac » qui fut tourné en 2007. L'héroïne "Jeanne", jouée par Linda Hardy (ex Miss France 1992), disparait dans le "lac du Crescent".
En 2015, le réalisateur Michel Gondry pose ses caméras au lac du Crescent pour son film microbe et Gasoil